# 新川町 (東久留米市)
新川町（しんかわまち）は、東京都東久留米市の町域。
現行行政地名は　新川町一丁目から新川町二丁目。
郵便番号は203-0013。

## 地理
東久留米市の東部。
街区境界南西部に西武池袋線が施設されている。同線の東久留米駅東口・北口が至近に存在し、実質駅前の門前街となる。
東から時計回りに、東久留米市浅間町、東久留米市本町、東久留米市東本町、東久留米市大門町、に隣接する。

### 河川
- 落合川

## 小・中学校の学区
市立小・中学校に通う場合、学区は以下の通りとなる。

2025年4月現在
| 丁目   | 番地 | 小学校     | 変更承認区域 |
| ------ | ---- | ---------- | ------------ |
| 一丁目 | 全域 | 第二小学校 |              |
| 二丁目 | 全域 | 第二小学校 |              |

| 丁目   | 番地 | 中学校       | 変更承認区域 |
| ------ | ---- | ------------ | ------------ |
| 一丁目 | 全域 | 大門中小学校 |              |
| 二丁目 | 全域 | 大門中小学校 |              |

## 交通

### 鉄道
| 隣接する街区の駅               |
| ------------------------------ |
| 西武池袋線 - 東久留米駅(SI 14) |

街区境界に東久留米市駅が存在する。

### バス
- 西武バス 新座営業所
- にいバス

が周辺の路線を運行している。

### 道路
- 東京都道234号前沢保谷線
- 東京都道125号東久留米停車場線(浄牧院通り)